# مخيشمينات
المخيشمينات (الاسم العلمي: Pleurobranchoidea) هي فوق فصيلة من الرخويات تتبع رتبة مخيشميات الشكل.

## فصائل
- مخيشمية

## أجناس
- المخيشم